# Onthophagus petenensis
Onthophagus petenensis là một loài bọ cánh cứng trong họ Bọ hung (Scarabaeidae).